# Kiana Blanckert
Kiana Jade Blanckert, född 25 februari 2007 i Perth i Australien, är en australiensisk-svensk sångare och dansare.
År 2021 tävlade hon i TV-programmet Talang 2021, där hon tog sig till final och slutade på andra plats. 2023 tävlade hon i Melodifestivalen med låten "Where Did You Go". I juni 2023 släppte hon singeln "Lemonade".

## Karriär
Blanckert slog igenom i Talang, där hon fick göra audition efter att programledaren Bianca Ingrosso överraskat henne genom att dyka upp på hennes skola med ett TV-team. Inför kamerorna fick hon frågan om att göra audition för Talang 2021 och hon fick göra audition samma dag. Under sin audition sjöng hon låten "When We Were Young" av Adele. Efter audition gick Blanckert vidare till en direktsänd semifinal 12 mars 2021, där hon var en av två tävlande som gick vidare till finalen. I finalen slutade hon på en delad andraplats.
Den 25 februari 2023 tävlade Blanckert i Melodifestivalens fjärde deltävling i Malmö med låten "Where Did You Go". Låten gick vidare till semifinal, varefter hon kvalificerade till final där låten slutligen hamnade på sjätte plats. Enligt Melodifestivalens regler måste alla tävlande ha fyllt 16 år när Sverige tävlar i Eurovision Song Contest; Blanckert uppfyllde detta då hon gjorde debut i Melodifestivalen på sin 16-årsdag.
I juni 2023 släppte Kiana Blanckert singeln "Lemonade". I februari 2024 släppte hon sin tredje singel ” Like I do” som hon skrev tillsammans med Niklas Carson och Fredrik Samsson. I juni samma år kom hennes fjärde singel ut ”Whole Damn Summer” som hon skrev tillsammans med Niklas Carson och Matias Keskiruokanen. Med start i mars samma år till februari 2025 spelar hon dessutom titelrollen i musikalen "Den Lilla Sjöjungfrun”. I slutet av mars 2025 började hon repetitionerna som prinsessan Safa från musikalen ”Aladdin The Musical” som hade premiär i Stockholm i maj 2025
Kianas erfarenhet från musikaler är inte lika känd som ovanstående TV-framträdanden. Hon har bland annat spelat huvudrollen som Dorothy i ”Trollkaren från Oz” och som July i musikalen ”Annie”. Kiana har också haft rollen som Pippi Långstrump på Junibacken i Stockholm. Hennes röst kan höras i ett flertal filmer och tv-serier när hon dubbar från engelska till svenska.

## Diskografi

### Singlar
- 2023 — "Where Did You Go" (Universal Music AB)
- 2023 — "Lemonade" (Universal Music AB)
- 2024 — "Like I Do" (Universal Music AB)
- 2024 — ”Whole Damn Summer” (Universal Music AB)

## Kompositioner
- Lemonade, skriven tillsammans med Hamed Pirouzpanah, Linnea Deb och Santiago Rodriguez Liem.